# Palazzo Simoneschi
Palazzo Simoneschi, in precedenza appartenuto alla famiglia Mecherini, è un palazzo della città di Pisa. Si trova in corso Italia di fronte a palazzo Mastiani. La sua facciata, costituita da finestre inquadrate da pietrame finemente lavorato, e il terrazzino elegante, con colonnini di marmo, lo rendono uno degli esempi più importanti dell'architettura pisana dell'epoca. 

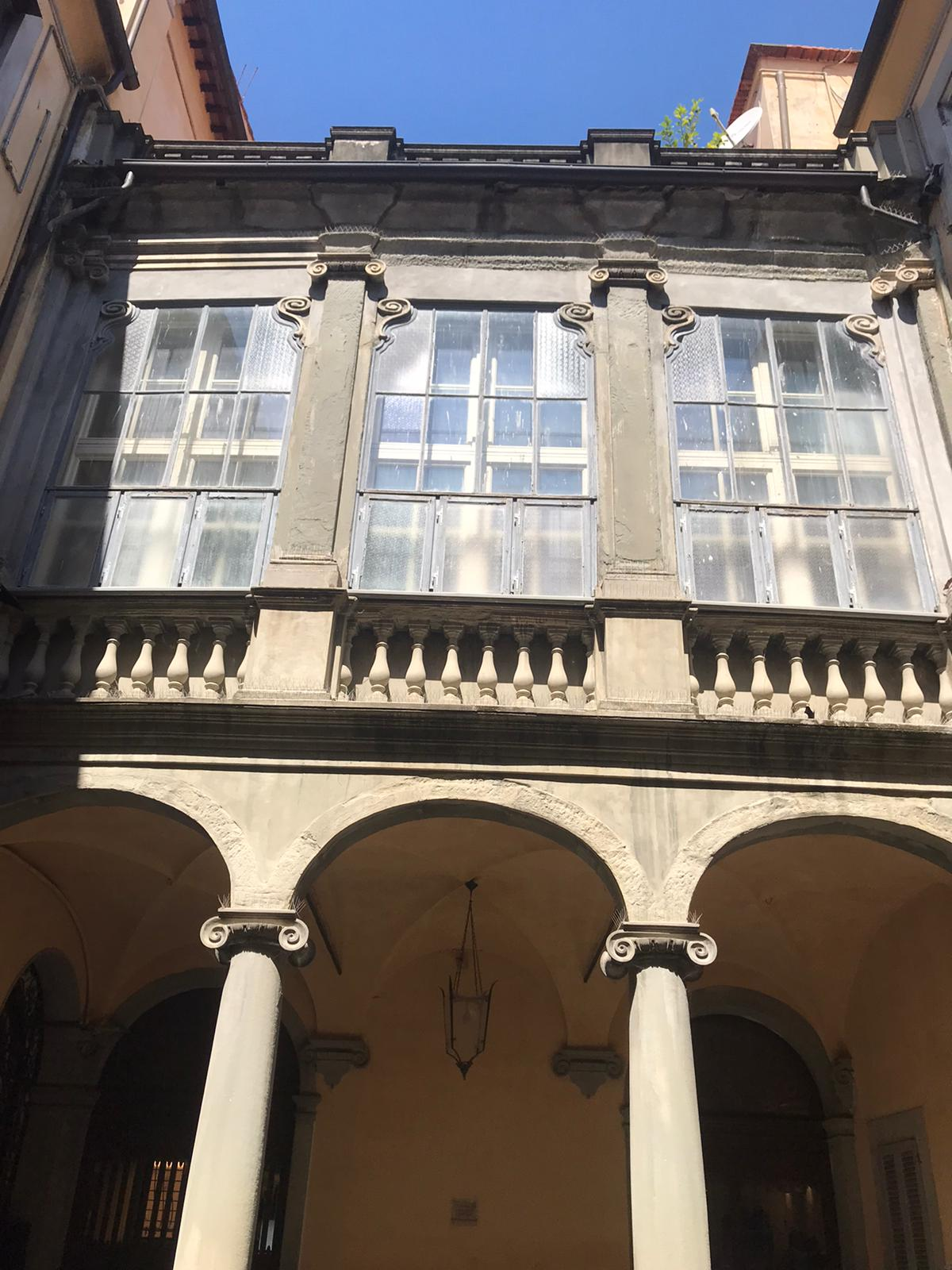
Palazzo Simoneschi, facciata interna

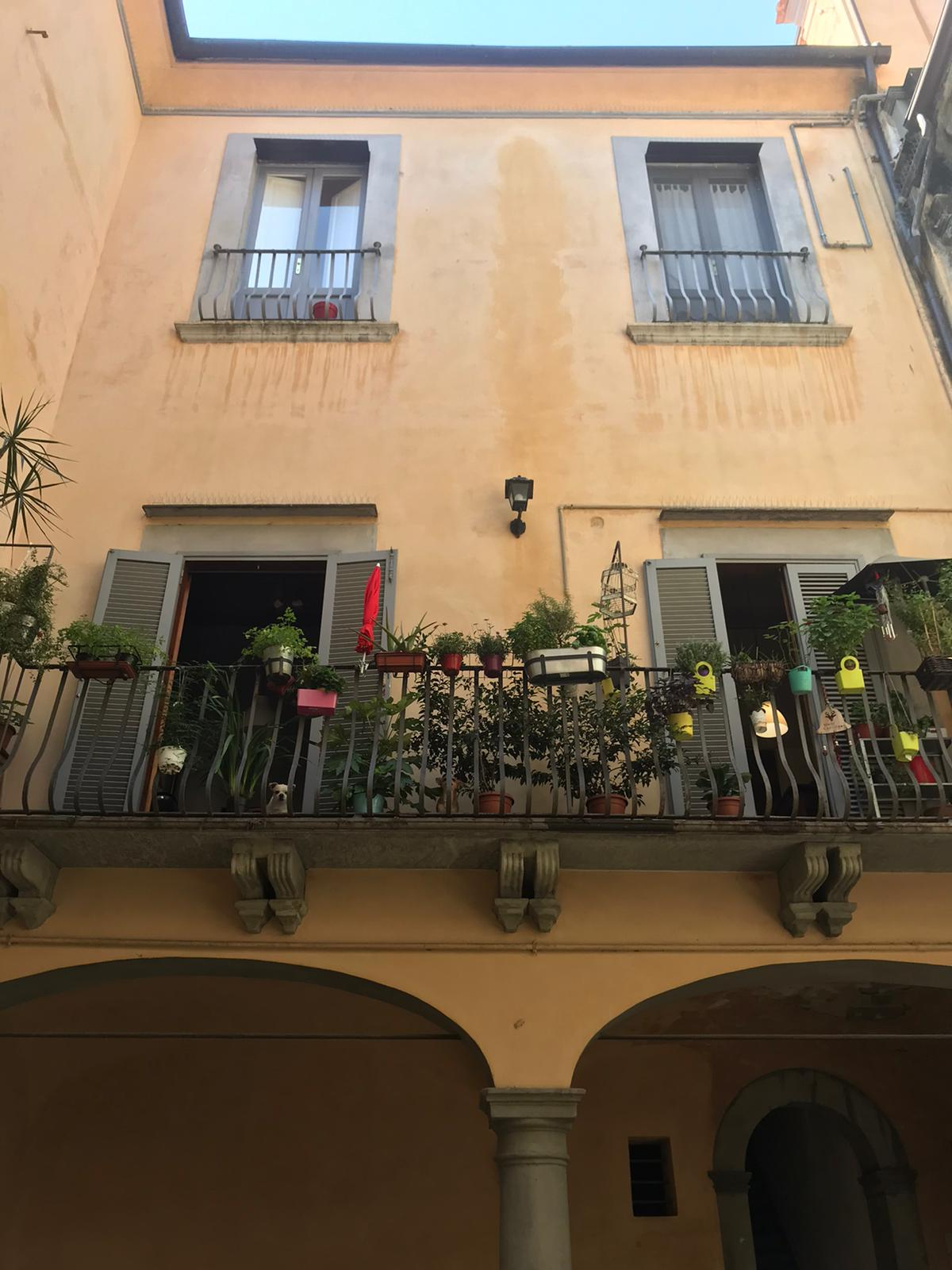
Palazzo Simoneschi, seconda facciata Interna

## Storia
L’immobile è stato costruito nel XVII secolo. 
Al suo interno, oltre a un cortile seicentesco, si trova uno scalone con un soffitto affrescato dai fratelli Melani.
Il palazzo fu molto danneggiato durante la seconda guerra mondiale. La facciata è stata restaurata in buona parte; gli affreschi al suo interno sono in fase di recupero mentre le scale del salone da ballo sono andate irreparabilmente perdute.
La famiglia Simoneschi acquistò il palazzo dai Mecherini verso la fine dell'Ottocento. Lo stemma della facciata è dei Simoneschi mentre quello dei Mecherini è visibile in via della Pera nel soprapassaggio che riunisce il corpo principale del palazzo con un altro fabbricato costruito in un vasto giardino.
Vi si conservava un’importante collezione di quadri, bronzi, libri e monete, ora collocati a Palazzo Blu.

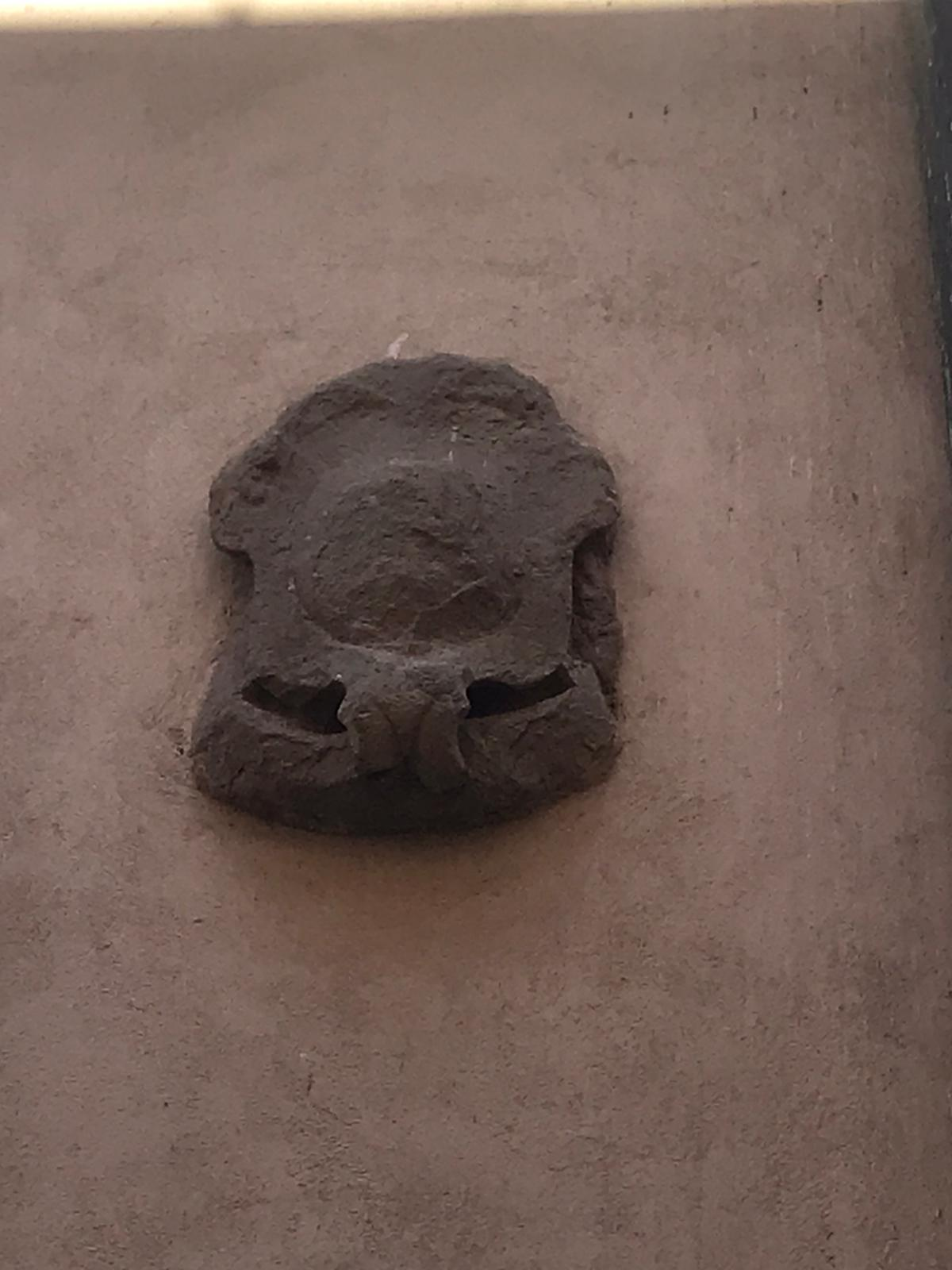
Stemma famiglia Mecherini, Via della Pera

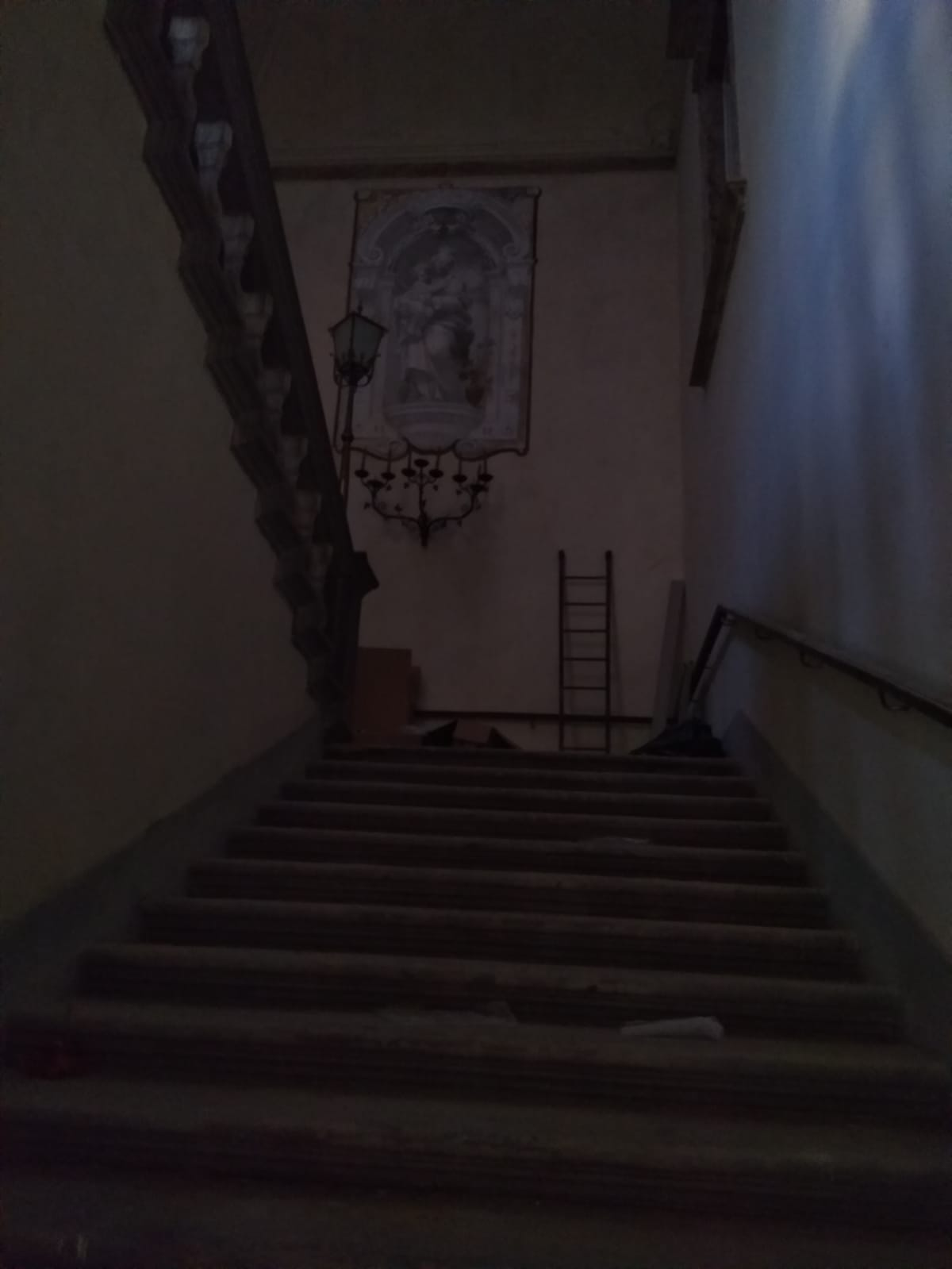
Scala padronale del Palazzo Simoneschi

## Descrizione
Il palazzo è un edificio a tre piani, con cinque aperture per piano in facciata. Il palazzo è monumentale e dall'aria importante grazie all'accentuazione della terrazza con balaustra lapidea e dall'apertura con timpano "a volute" spezzato. Quest'ultimo elemento è poco diffuso negli esterni pisani e riconduce al repertorio barocco dei primi anni del XVIII secolo. Un dettaglio interessante è l'elaborazione plastica delle mensole, delle conici e dei timpani curvilinei spezzati sovrastanti le finestre inginocchiate del pian terreno. 
Nel 2020 la facciata esterna e alcune stanze interne sono in ristrutturazione.
Nel palazzo sono presenti molti affreschi. In quelle che prima erano le stalle si trova un negozio d'abbigliamento che sfoggia sul soffitto gli affreschi originali. Nel palazzo si trovano anche un'abitazione privata e un magazzino, anch'essi decorati con affreschi d'epoca.

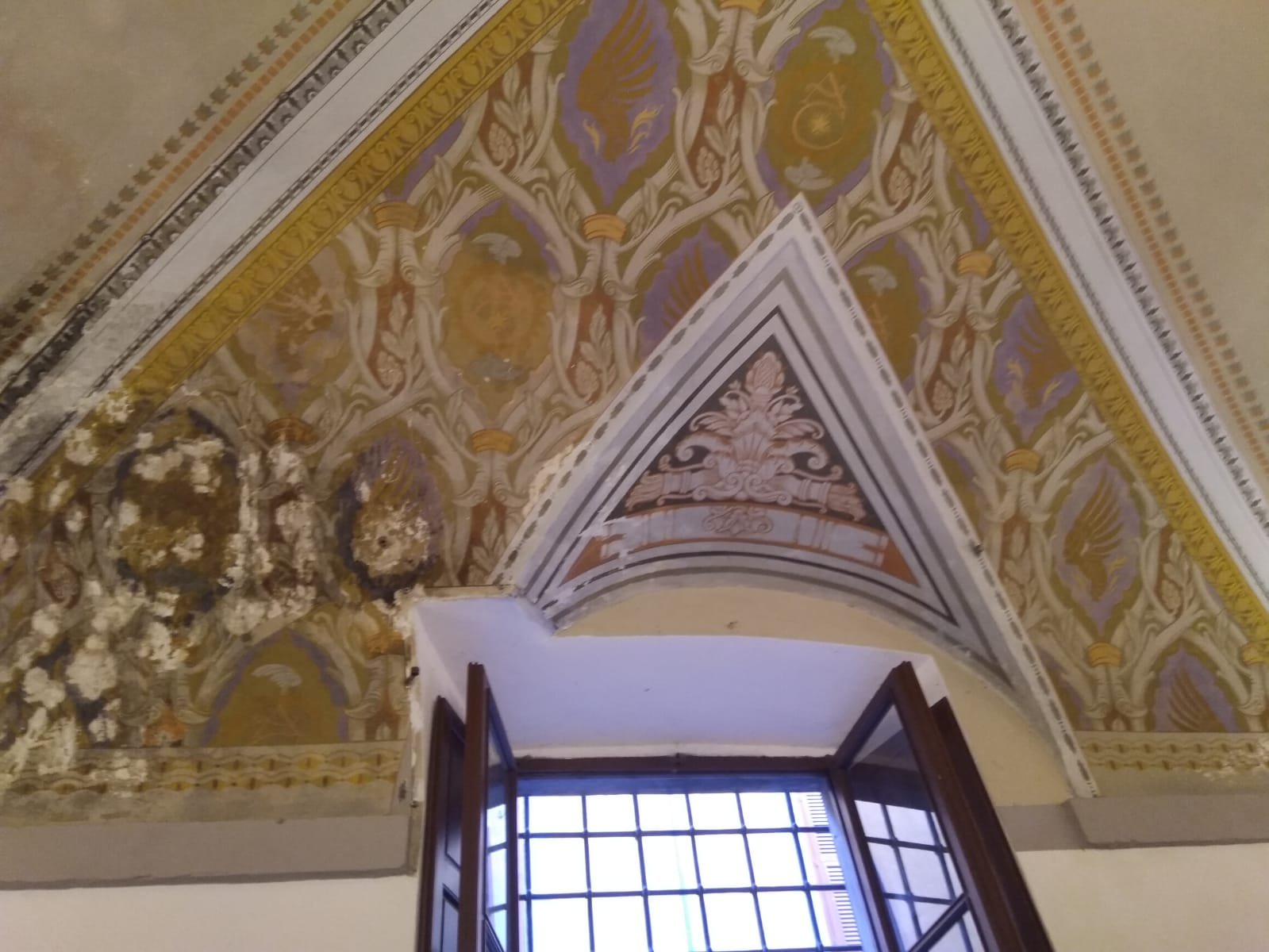
Affreschi nella ex stalla del palazzo

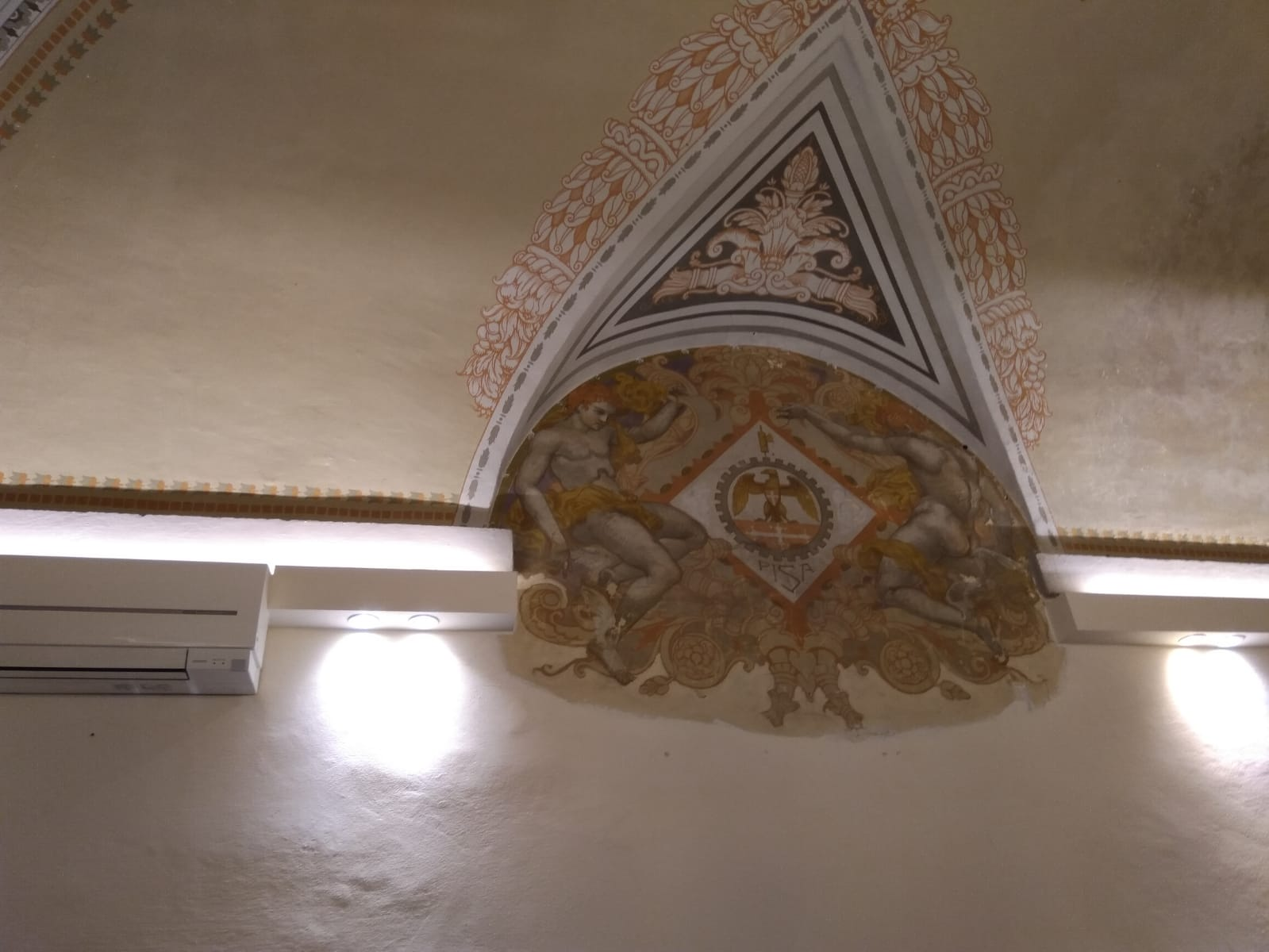
affreschi nella ex stalla del palazzo

## Ottavio Simoneschi
Ottavio Simoneschi visse nel palazzo ed è ricordato in quanto lo arredò con mobilio che è stato in seguito usato per allestire le stanze di Palazzo Blu.
Ottavio Simoneschi nacque nel 1890 a Pisa; si laureò in giurisprudenza ed oltre ad essere un nobile aristocratico con ingenti proprietà, collezionava dipinti, libri, oggetti d’arredo e monete. Gli oggetti che raccoglieva e che decoravano le sue dimore (la residenza in corso Italia, la villa di Chianciano e quella di Postignano) seguivano il gusto dell’epoca: eclettico e orientato soprattutto sull’arredo.
Alcuni anni prima della sua morte Simoneschi decise di rendere la sua collezione pubblica, ma quando spirò nel 1960, il passaggio dei suoi beni allo Stato incontrò vari ostacoli. Dopo circa trent’anni, i suoi beni vennero acquistati dalla Fondazione di Pisa. 
Oggi i mobili, i dipinti e gli oggetti ornamentali di Simoneschi si trovano a Palazzo Blu, dove costituiscono la grande maggioranza degli arredi delle sale. L’allestimento del primo piano di Palazzo Blu è stato infatti concepito come la ricostruzione di una dimora signorile ottocentesca, arredata in gran parte dai pezzi della collezione Simoneschi dal XVI al XX secolo, e da quelli originali del palazzo. Questa collezione è risultata fondamentale per gli arredi delle singole sale che in precedenza si trovavano prive di suppellettili.

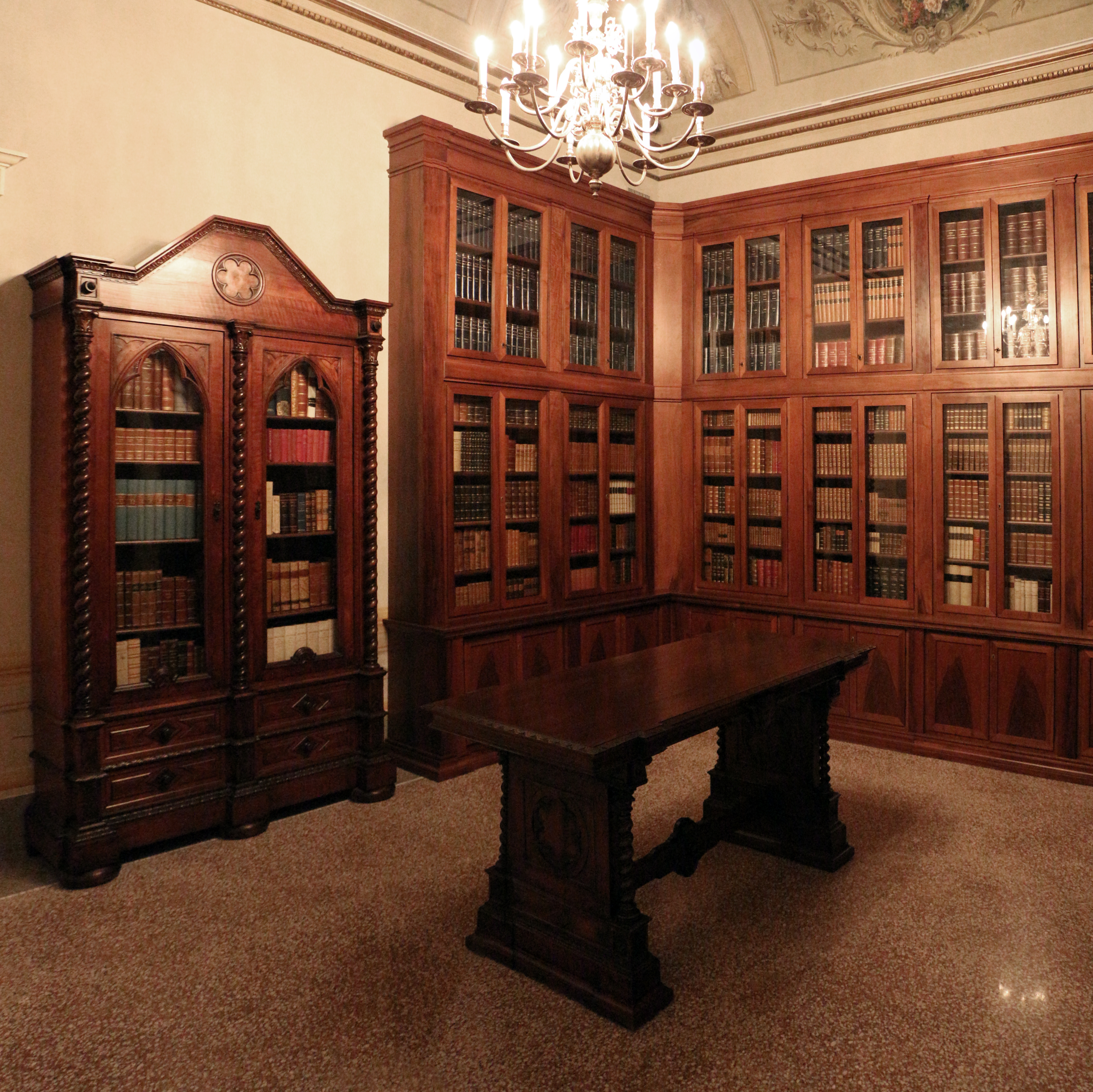
Palazzo blu, biblioteca Simoneschi

Alla sua morte Simoneschi lasciò nella sua villa a Chianciano Terme una quota dell'ingente patrimonio artistico-culturale da egli posseduto, ossia parte del patrimonio librario e varie documentazioni. A Chianciano vengono conservate le carte sulla famiglia Casuccini, famiglia molto importante del posto per il contributo dato alle terme, fusa con la Simoneschi.

## La collezione numismatica
La collezione di Ottavio Simoneschi è costituita da più di 3300 monete e medaglie. I pezzi più pregiati erano stati acquistati presso aste prestigiose. Si trovano all’interno pezzi molto antichi quali monete greche e dell’Etruria. Una parte molto vasta è costituita da monete romane appartenenti all’età imperiale e repubblicana. Importanti anche i lotti dell’Italia medievale e moderna di cui fanno parte pezzi di Firenze e Milano.
Egli oltre alla propria collezione possedeva anche numerosi libri sul tema come L'historia augusta di Angeloni e Bellori e le Osservazioni istoriche di Filippo Buonarroti.
Lo studio delle sue monete è iniziato nel 2012; in seguito è stato realizzato un inventario di tutti i suoi materiali corredato da fotografie di questi e dall'eventuale cartellino identificativo.
Sono stati quindi individuati gli elementi più rari e pregiati e quelli che richiedevano una maggiore manutenzione a causa dello stato di deterioramento avanzato del rame; il restauro è stato fatto in un laboratorio allestito all'interno di Palazzo Blu. La sua raccolta è stata utile anche per le ricerche degli studiosi di oggi.
La collezione è allestita all'interno di Palazzo Blu, posta in teche di vetro. 
Le monete sono divise in gruppi cronologicamente distinti: quelle del Mediterraneo antico, con monete greche e romane, le monete medievali e infine quelle d'età moderne costituite da monete fiorentine, veneziane e milanesi.
È stato allestito anche un chiosco interattivo in cui i visitatori possono interagire in prima persona con i materiali numismatici presenti alla mostra. Questa funzione permette al pubblico non solo di navigare nella collezione di Simoneschi, ma anche di manipolare virtualmente gli esemplari, modificando la luce e permettendogli di osservare dettagli e particolari ad alta risoluzione; il tutto accompagnato da spiegazioni didascaliche della moneta.

### Monete del Mediterraneo antico
Composta da circa 200 monete di quest'area emesse tra il VI e il II secolo. Si pensa che il signor Simoneschi abbia cercato di arricchire la collezione con le più belle produzioni dell'area culturale greca, con particolare attenzione per la serie della Magna Grecia, delle zone fenicio puniche e della Macedonia. Probabilmente fu guidato all'acquisto da caratteri estetici ma sicuramente anche dal suo grande interesse per le monete romane. 
- Nomos o statere di Metaponto, 540-510 a.C.
- Nomos o statere di Sibari, 530-510 a.C.
- Nomos o statere di Metaponto, 330-290 a.C.
- Statere di Cartagine,350-320 a.C.
- 25 litre, Agatocle di Siracusa 310.305 a.C.
- Tetradramma di Marsala, 320-300 a.C
- Tetradramma, Alessandro Magno, 323-320 a.C.
- Statere, Alessandro Magno, 325-320 a.C.
- 5 unità o assi di Lucca 325,300 a.C.
- Sestante, Tuder o Volsinii, III sec. a.C.

### Monete e medaglioni romani
Simoneschi era particolarmente appassionato delle monete romane, e la sua collezione è molto vasta e dettagliata, in modo da poter ripercorrere la storia del popolo romano. La collezione contiene più di 250 pezzi di secoli storici differenti divisibili in:
- Età repubblicana
  - Oncia, Roma, 275-270 a.C.
  - Mezzo statere, Roma 218-216 a.C.
  - Denario, L.Trebanius, 135 a.C.
  - Quinario, zecca nordafricana, M. Porcius Cato 47-46 a.C.

- Età imperiale
  - Denario, Brindisi o Roma, Ottaviano Augusto, 30-29 a.C.
  - Sesterzio, Roma, Domiziano 88 d.C.
  - Aureo, Roma, Settimo Severo, 200-201 d.C.
  - Denario, Eliogabalo, 218-222 d.C.

### Monete medievali e d'età moderna
La collezione risalente a quest'epoca conta molti pezzi scelti prevalentemente per l'estetica delle varie monete e medaglie. Simoneschi possedeva monete non solo pisane ma riconducibili a tutta la Toscana in generale, prevalentemente fiorentine.
Altri gruppi di monete rilevanti sono quelli di Genova, Mantova e Ferrara. 
Una serie particolarmente interessante è quella delle monete di Milano raccolte cercando i nominali più rappresentativi dell'epoca.
Grazie a questa raccolta è possibile seguire gli sviluppi politici ed economici dell'epoca.
Alcuni esempi:
- Grosso, Firenze 1250-1256
- Fiorino, Firenze 1332-1367
- Fiorino, Milano, Filippo Maria Visconti 1412/1426-1446
- Testone, Milano, Ludovico Maria Sforza, 1494-1499
- Ducato o Fiorino, Ferrara, Ercole d'Este, 1471-1505
- Grosso, Venezia, Doge Pietro Ziani, 1205-1229
- Ducatone da 124 soldi, Venezia, 1709-1722
- Osella, Venezia, Doge Niccolò da Ponte, 1581

## Famiglia Mecherini
La famiglia Mecherini di Pisa è quella che ha commissionato la costruzione del Palazzo. In seguito si è trasferita sul lungarno Gambacorti numero 26, il quale ospita un palazzo a quattro piani con altana, sei aperture per piano, e al suo interno conserva decorazioni di stucco sei e settecentesche, attribuibili ad artisti luganesi. Vi intervennero Pasquale Cioffo e Giovanni Battista Tempesti, ma gli affreschi sono ormai scomparsi. Agli inizi del XIX vi si conservava ancora una quadreria molto pregevole. Oltre alla dimora di Pisa i Mecherini possedevano una villa a Crespina denominata Villa Ott, composta da una struttura irregolare su tre livelli con due entrate. Anche questa villa fu affrescata da Tempesti, ma purtroppo i bombardamenti ne hanno cancellato le tracce.